# Tournefortia candida
Tournefortia candida är en strävbladig växtart som först beskrevs av Carl Friedrich Philipp von Martius och Gal., och fick sitt nu gällande namn av Wilhelm Gerhard Walpers. Tournefortia candida ingår i släktet Tournefortia och familjen strävbladiga växter. Inga underarter finns listade i Catalogue of Life.